# Jazowa (Wiśniowa)
Jazowa ist eine Ortschaft mit einem Schulzenamt der Gemeinde Wiśniowa im Powiat Strzyżowski der Woiwodschaft Karpatenvorland in Polen.

## Geographie
Der Ort liegt im Strzyżów-Gebirge am rechten Ufer des Wisłoks. Die Nachbarorte sind Cieszyna und Wiśniowa im Norden, Kozłówek im Osten sowie Kobyle im Süden.

## Geschichte
Am Hügel Rzym (polnischer Name von Rom, 330 m, 100 m oben vom Wisłok), an der Grenze zwischen Jazowa und Kobyla befand sich eine Wallburg, 100 × 150 m groß. Das Dorf entstand im 15. Jahrhundert und wurde im Jahr 1443 als Iaszowa erstmals urkundlich erwähnt. Nach Piekosiński ist der besitzanzeigende Name vom niemals urkundlich erwähnten Personennamen Jaza (es gab jedoch Namen, die mit *Jaz- begannen: Jaziło – 1420, Jazuk – 1459), des Gründers, abgeleitet, während nach A. Orzechowska und Kazimierz Rymut mit dem Appellativ jaz (Wehr) verbunden ist, könnte nach Rymut auch possessiv vom Personennamen Jasz abgeleitet sein.
Das Dorf gehörte zur Adelsrepublik Polen-Litauen, Woiwodschaft Sandomir, Kreis Pilzno. Bei der Ersten Teilung Polens kam Jazowa 1772 zum neuen Königreich Galizien und Lodomerien des habsburgischen Kaiserreichs (ab 1804).
Nach dem Ende des Ersten Weltkriegs und dem Zusammenbruch der Habsburgermonarchie kam Jazowa 1918 zu Polen. Unterbrochen wurde dies nur durch die deutsche Besetzung Polens im Zweiten Weltkrieg. Von 1975 bis 1998 gehörte Jazowa zur Woiwodschaft Rzeszów.